# يونايتد نوفا تكنولوجي
يونايتد نوفا تكنولوجي ( UNT ) هي شركة صينية لأشباه الموصلات مملوكة جزئيًا للدولة ومدرجة في البورصة ومقرها في شاوشينغ ، تشجيانغ . إنها توفر حلول مسبك الويفر وتغليف الوحدات النمطية في مجال صناعة أشباه الموصلات.

## أنظر أيضاً
- صناعة أشباه الموصلات في الصين